# Sotta
Sotta (in corso Sotta) è un comune francese di 1 373 abitanti situato nel dipartimento della Corsica del Sud nella regione della Corsica.
La località del comune di Ghjaddinavarghja è uno dei toponimi più lunghi dell'isola e di tutta la Francia.

## Società

### Evoluzione demografica
Abitanti censiti